# Groupement prosthétique
Pour les articles homonymes, voir Groupement.
Pour un article plus général, voir Cofacteur (biochimie).
Il s'agit d'un composé organique non protéique maintenu dans une structure protéique (nommée alors apoprotéine) au moyen de liaisons covalentes très stables, mais aussi parfois de liaisons plus faibles ou plus labiles (p. ex.: liaisons datives ou coordinatives, liaisons hydrogène).
Les groupements prosthétiques appartiennent à plusieurs catégories moléculaires. La plus connue – l' hème – intervient dans la plupart des réactions de transport de l'oxygène (p. ex.: hémoglobine, myoglobine, hémocyanine…) et d'oxydo-réductions biologiques (p. ex.: cytochrome (chaine de transport d'électrons), chlorophylle, bactériochlorine…). L'hème et d'autres porphyrines contiennent un ion métallique (fer, magnésium, cobalt...) et sont situées en général au centre de la structure protéique. L'hème et les porphyrines sont indispensables à l'activité biologique de l'ensemble constitué par le groupement prosthétique intimement associé à l'apoprotéine, la composante protéique. Parfois des agrégats d'atomes, notamment les centres fer-soufre, comme Fe2S2 et Fe4S4, se rencontrent dans des protéines dépourvues d'hème.
D'autres groupements prosthétiques appartiennent à la famille des vitamines (ex. la vitamine B12 (cobalamine), une corrine), jouant le rôle de coenzymes ou de cofacteurs. On retrouve aussi des groupes prosthétiques dans la respiration cellulaire, plus spécifiquement lorsque le pyruvate est converti en acétyl-CoA. Le FAD (flavine adénine dinucléotide), le pyrophosphate de thiamine et la lipoamide sont tous des groupes prosthétiques actifs dans le processus de la respiration cellulaire.

## Définition
Groupement (partie) d'une molécule "non-azotée" (ne contenant donc pas d'acide aminé) rattaché à la fraction protidique, soit chimiquement, soit physiquement, et qui lui confère ses principales propriétés (Man.-Man. Méd., 1980).